# Rita Reys

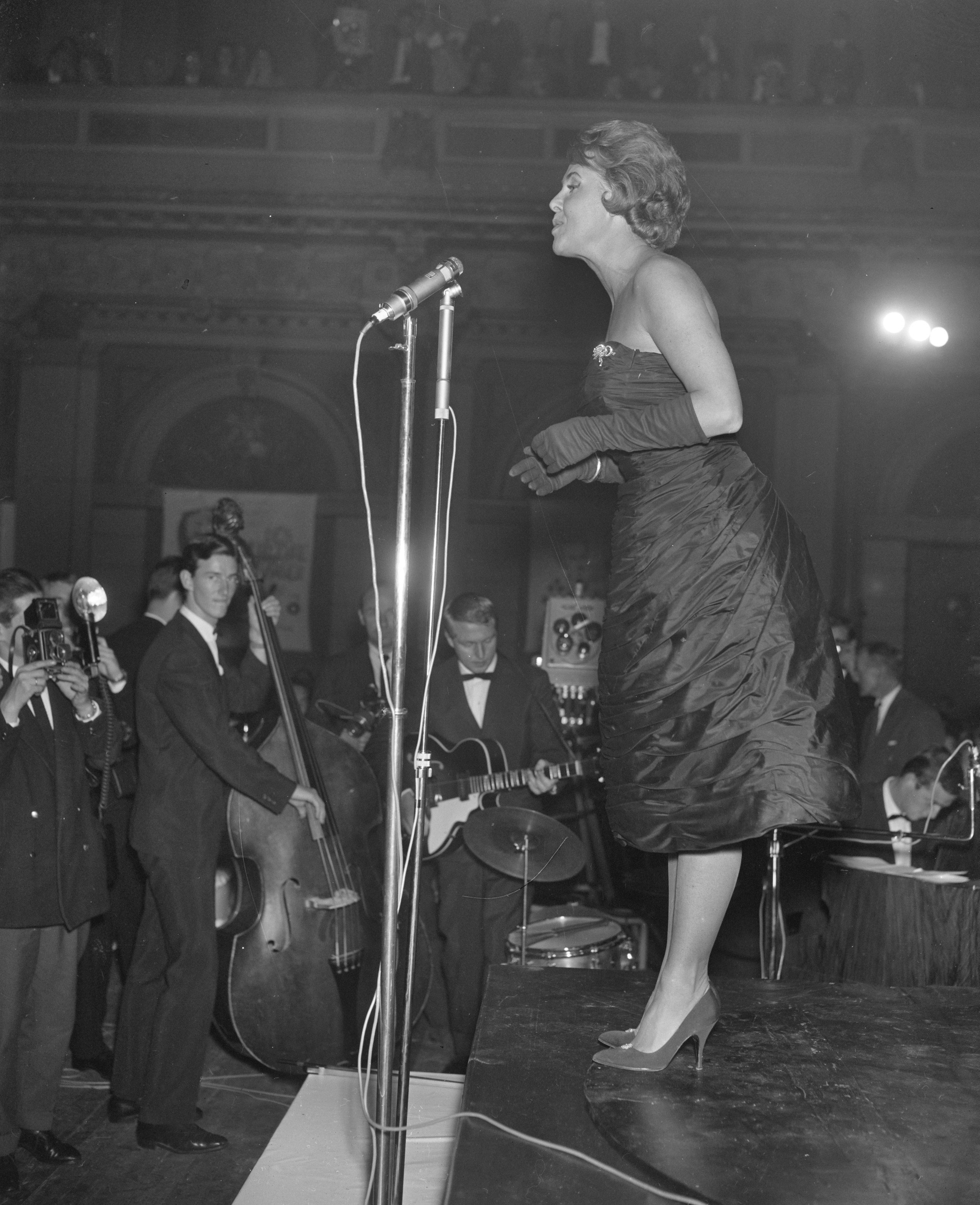
Rita Reys (Concertgebouw, 1960)

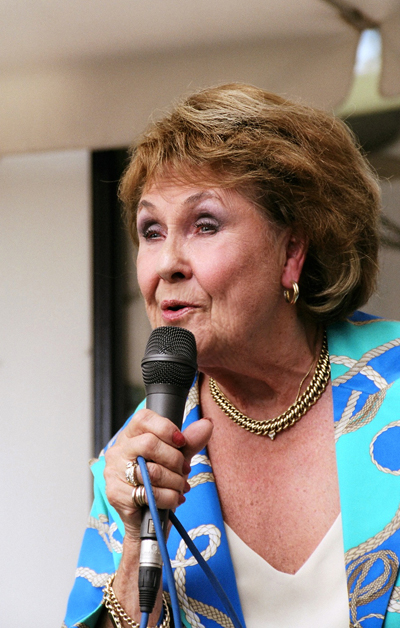
Rita Reys (2004)

Rita Reys (geborene Maria Everdina Reijs; * 21. Dezember 1924 in Rotterdam; † 28. Juli 2013 in Breukelen) war eine niederländische Jazz-Sängerin.

## Leben
Rita Reys stammte aus einer musikalischen Familie; der Vater war Violinist und die Mutter Revuetänzerin. Sie gewann mehrere Gesangswettbewerbe in Rotterdam und trat 1939 mit den „Hawaiian Minstrels“ und 1941 mit dem Orchester von Johny Jansen auf. 1943 traf sie den Schlagzeuger Wessel Ilcken (1923–1957), den sie 1945 heiratete (eine Tochter Leila wurde 1954 geboren) und über den sie zum Jazz kam. Sie kam mit Louis van Dijk bis Tanger und tourte Anfang der 1950er Jahre viel in Clubs der US-Armee in Deutschland. Reys und Ilcken zog es auch nach Stockholm, wo sie 1953 mit Lars Gullin aufnahm.
Auf Vermittlung des Produzenten George Avakian, der sie bei einem ihrer Auftritte mit dem Ilcken/Reys-Sextett im Scheherezade in Amsterdam hörte, kamen sie 1955 nach New York City. Dort nahm sie mit Art Blakey und den Jazz Messengers (mit Hank Mobley, Horace Silver, Donald Byrd) „The cool voice of Rita Reys“ (aufgenommen 1956, erschienen 1957 bei Columbia) auf, ihr Debütalbum, auf dem auch Aufnahmen in Holland mit Ilckens Trio sind. Sie trat im Birdland auf und ein Jahr später 1957 mit Chico Hamilton im Village Vanguard.
Nach dem Tod von Ilcken an einer Gehirnblutung 1957 nahm sie 1958 mit dem schwedischen Pianisten Bengt Hallberg auf („Two Jazzy People“) und trat mit Kurt Edelhagen in Deutschland auf, sowie um dieselbe Zeit ein paar Mal mit Lester Young in Frankreich. Danach trat sie mit dem ehemaligen Pianisten aus Ilckens Trio, Pim Jacobs (1935–1996), auf, den sie 1960 heiratete. Dementsprechend heißt das gemeinsame Album von 1960 „Marriage in Modern Jazz“ (mit dem Pim Jacobs Trio aus Ruud Jacobs am Bass und Wim Overgaauw an der Gitarre). Mit Pim Jacobs tourte sie in den 1960er Jahren und nahm zahlreiche Platten für Philips (bei denen sie 1955 bis 1970 unter Vertrag stand) und in den 1970ern für CBS auf. 1960 wurde sie bei einem Auftritt beim Jazzfestival von Juan les Pins als „First Lady of European Jazz“ angekündigt, eine Bezeichnung, die an ihr haften blieb.
Sie trat 1965 in New Orleans auf (mit Zoot Sims, Clark Terry und Milt Hinton), tourte aber sonst fast nur in Europa. Auf einem Jazzfestival in Prag, bei dem u. a. Joachim-Ernst Berendt in der Jury saß, erhielt sie einen Preis als beste Sängerin. 1966 sang sie begleitet von der Bigband von Oliver Nelson. Ab 1966 hatte sie mit ihrem Mann einen Jazzclub „Go-Go-Club“ 15 km außerhalb von Amsterdam auf dem Land in Loosdrecht, in dem sie regelmäßig auftrat. Mit dem Arrangeur Rogier van Otterloo nahm sie ab den 1970er Jahren verschiedene Songbook-Alben auf, z. B. über Henry Mancini, Burt Bacharach, Antônio Carlos Jobim (1997), George Gershwin, Michel Legrand. 1985 überstand sie eine Brustkrebs-Erkrankung.

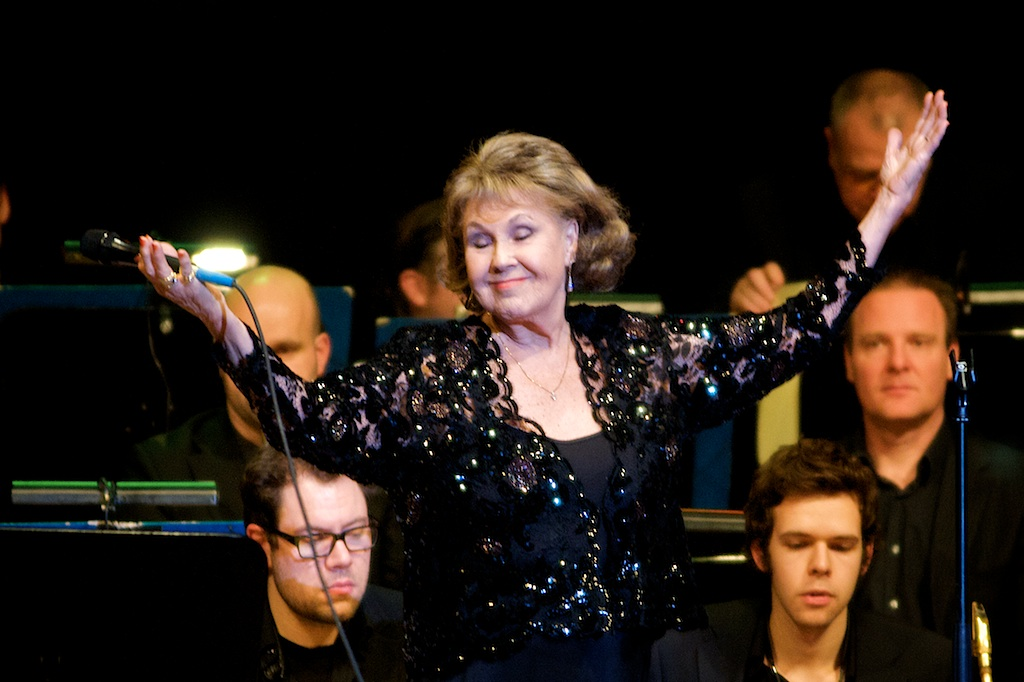
Rita Reys (2009)

Rita Reys wollte eigentlich 1996 beim North Sea Jazz Festival ihre Karriere beenden (wegen des Todes von Pim Jacobs musste sie den Auftritt absagen und holte ihn ein Jahr später nach), trat aber bis kurz vor ihrem Tode (2013) mit sehr viel Erfolg auf.
1991 erhielt sie für ihr Gesamtwerk den „Bird Award“ auf dem North Sea Jazz Festival. Sie erhielt fünfmal den Edison-Preis, u. a. 1960 für die Alben „Marriage in Modern Jazz“ und 1969 für „Rita Reys Today“. 2006 erhielt sie den „Oeuvre Edison“ für ihr Lebenswerk. Außerdem erhielt sie drei Goldene Schallplatten und 1992 eine Auszeichnung für die Verbreitung des Great American Songbook durch den US-Botschafter in den Niederlanden. 1981 wurde sie Ritter des Ordens von Oranien-Nassau.